# John Gibson (hokeista)
John Gibson (ur. 14 lipca 1993 w Pittsburghu) – amerykański hokeista, reprezentant USA.

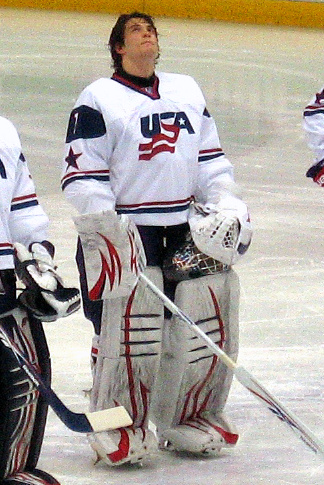
John Gibson w barwach USA (2011)

## Kariera klubowa
- Pittsburgh Hornets U16 (2008-2009)
- USNTDP Juniors (2009-2011)
- U.S. National U17 Team (2010)
- U.S. National U18 Team (2010-2011)
- Kitchener Rangers (2011-2012)
- Norfolk Admirals (2013-2015)
- Anaheim Ducks (2014-)

W drafcie NHL z 2011 został wybrany przez Anaheim Ducks. Tuż po tym w lipcu 2011 został zawodnikiem kanadyjskiego klubu Kitchener Rangers w rozgrywkach OHL, z którym rozegrał sezon 2011/2012. W marcu 2012 podpisał kontrakt na występy w lidze NHL z klubem. Wskutek lokautu w sezonie NHL (2012/2013) nadal grał w drużynie Kitchener Rangers, zaś po wznowieniu sezonu NHL, w styczniu 2013 został wezwany do Montrealu i 19 stycznia 2013 zadebiutował w NHL. W tym czasie był wzywany do Anaheim, jednak nie zadebiutował w NHL i w konsekwencji rozegrał kolejny pełny sezon w lidze OHL. W kwietniu 2013 został przekazany do zespołu Norfolk Admirals w rozgrywkach AHL. W 2014 rozpoczął występy w Anaheim Ducks w lidze NHL. We wrześniu 2015 przedłużył kontrakt z klubem o trzy lata.

## Kariera reprezentacyjna
Jest reprezentantem USA. Występował w kadrach juniorskich kraju na mistrzostwach świata do lat 17 (2010), do lat 18 (2011) i do lat 20 (2013). We wszystkich trzech kategoriach wiekowych zdobył tytuł mistrza świata. W kadrze seniorskiej uczestniczył w turnieju mistrzostw świata w 2013 (w wieku 19 lat). W barwach zespołu Ameryki Północnej do lat 23 brał udział w turnieju Pucharu Świata 2016.

## Sukcesy
Reprezentacyjne
- Złoty medal mistrzostw świata juniorów do lat 17: 2010
- Złoty medal mistrzostw świata juniorów do lat 18: 2011
- Złoty medal mistrzostw świata juniorów do lat 20: 2013
- Brązowy medal mistrzostw świata: 2013

Indywidualne
- Mistrzostwa świata do lat 17 w 2010:
  - Pierwsze miejsce w klasyfikacji średniej goli straconych na mecz: 1,33
  - Pierwsze miejsce w klasyfikacji skuteczności interwencji: 95,7%
- Mistrzostwa świata do lat 18 w hokeju na lodzie mężczyzn 2011/Elita:
  - Najlepszy bramkarz turnieju[5]
  - Jeden z trzech najlepszych zawodników reprezentacji
- Sezon OHL 2011/2012:
  - Pierwsze miejsce w klasyfikacji skuteczności interwencji: 92,8%
  - Trzeci skład gwiazd
- Mistrzostwa Świata Juniorów w Hokeju na Lodzie 2013/Elita:
  - Pierwsze miejsce w klasyfikacji średniej goli straconych na mecz: 1,36
  - Pierwsze miejsce w klasyfikacji skuteczności interwencji: 95,5%
  - Skład gwiazd turnieju
  - Najlepszy bramkarz turnieju
  - Jeden z trzech najlepszych zawodników reprezentacji
  - Najbardziej Wartościowy Zawodnik (MVP) turnieju
- Mistrzostwa Świata w Hokeju na Lodzie 2013/Elita:
  - Drugie miejsce w klasyfikacji skuteczności interwencji: 95,12%
  - Czwarte miejsce w klasyfikacji średniej goli straconych na mecz: 1,56
- Sezon AHL (2013/2014):
  - Najlepszy bramkarz miesiąca – październik 2013
- Sezon NHL (2015/2016):
  - Występ w Meczu Gwiazd
  - William M. Jennings Trophy

Wyróżnienia
- Dave Peterson Goalie of the Year – najlepszy bramkarz w rozgrywkach amatorskich USA[6]